# Anua grandidieri
Anua grandidieri är en fjärilsart som beskrevs av Pierre E.L. Viette 1966. Anua grandidieri ingår i släktet Anua och familjen nattflyn. Inga underarter finns listade i Catalogue of Life.